# Тесалоники (1963)
Вижте пояснителната страница за други значения на Тесалоники.
„Тесалоники“ (на гръцки: Θεσσαλoνίκη) е гръцки вестник, който започва да излиза през май 1963 година в Солун като всекидневник.
Вестникът се ангажира с проблемите на града и съхраняването на историческия му облик. Издател на вестника е Йоанис Велидис. Сред имената във вестника се открояват Йоанис Йоанидис, Антонис Киртис и други.